# Большаков Леонід Наумович
Большаков Леонід Наумович (рос. Большаков Леонид Наумович; *1 січня 1924, Сновськ  , Чернігівської області— †9 серпня 2004, Оренбург) — російський письменник і літературознавець, журналіст.
1954 - закінчив Орський педагогічний інститут.
В кінці 1950-х років працював кореспондентом в газеті "Орский рабочий". Був керівником Оренбургської обласної студії телебачення.
1970 -1983 - викладач Оренбургського політехнічного інституту; 1993 - засновник і директор Оренбургського інституту імені Шевченка. Організував музеїв            Т. Г. Шевченка в Орську і Оренбурзі, а також обласні свята ,,Шевченківський март''.
Кандидат філологічних наук (1969), професор (1980). Перший Почесний доктор Оренбурзького державного університету (1998). Заслужений працівник культури України (1992), заслужений діяч науки Російської Федерації (1994). Лауреат Премії Ради міністрів УРСР ім. П. Тичини (1992) та Державної премії України ім. Т. Шевченка (1994). Почесний громадянин Оренбурга (1993).
Шевченкознавчі праці Большакова присвячені дослідженню архівних матеріалів про перебування Тараса Шевченка на засланні, його оточення. Склав словник «Тарас Шевченко і його оточення періоду оренбурзького заслання» (в його книзі «Літа невольничі», Київ, 1971).
Автор книжок «По следам Оренбургской зимы» (Челябінськ, 1974), «Літа невольничі» (К., 1971), «Быль о Тарасе» (М., 1993, 3 томи) та ін., а також статей, опублікованих у збірниках праць наукових шевченківських конференцій і періодиці.
Тритомне дослідження «Быль о Тарасе», за котре досліднику було присвоєно Шевченківську премію, критикувалося за брак критичного аналізу історичних джерел та надмірну деталізацію епізодів, що не мають стосунку до теми дослідження.
ПРАЦІ
• ,,Їхав поет із заслання''. Київ. 1977;
• ,,Добро найкращеє на світі''. Київ. 1981;

• ,,Шляхами великої долі''. Київ. 1984;
• ,, Пошук заповітного''. Київ. 1985;
• ,,Все он изведал''. Київ. 1988;
• ,,Возвращение из прошлого''. Київ. 1988
• ,,Повість про вічне життя''. Київ.1990;
• ,,Оренбургская Шевченковская Энциклопедия''. Оренбург. 1997￼